# Дубровка (Новосибирская область)
Дубровка — село в Маслянинском районе Новосибирской области. Административный центр Дубровского сельсовета.

## География
Площадь села — 105 гектаров.

## Население
| 2002 | 2007 | 2010 |
| ---- | ---- | ---- |
| 707  | ↗776 | ↘626 |

## Инфраструктура
В селе по данным на 2007 год функционируют 1 учреждение здравоохранения и 1 учреждение образования.